# Ōshū
Ōshū (jap. 奥州市 Ōshū-shi) – miasto w Japonii, na wyspie Honsiu, w prefekturze Iwate. Miasto ma powierzchnię 993,30 km². W 2020 r. mieszkało w nim 112 937 osób, w 42 241 gospodarstwach domowych  (w 2010 r. 124 746 osób, w 41 308 gospodarstwach domowych) .

## Położenie
Miasto leży w południowej części prefektury. Graniczy z miastami:
- Kitakami
- Ichinoseki,
- Tōno
- Hanamaki.

## Historia
Miasto powstało 20 lutego 2006 roku.

## Miasta partnerskie
- Austria: Reutte i Breitenwang